# Ле-Врето
Ле-Врето́ (фр. Le Vrétot) — колишній муніципалітет у Франції, у регіоні Нормандія, департамент Манш. Населення — 599 осіб (2011).
Муніципалітет був розташований на відстані близько 310 км на захід від Парижа, 105 км на захід від Кана, 60 км на північний захід від Сен-Ло.

## Історія
До 2015 року муніципалітет перебував у складі регіону Нижня Нормандія. Від 1 січня 2016 року належав до нового об'єднаного регіону Нормандія.
1 січня 2016 року Ле-Врето, Брикебек, Ле-Перк, Кеттето, Сен-Мартен-ле-Ебер i Ле-Вальдесі було об'єднано в новий муніципалітет Брикебек-ан-Котантен.

## Демографія
Динаміка населення (Insee ):
Розподіл населення за віком та статтю (2006):
| Стать | Всього | До 15 років | 15-24 | 25-44 | 45-64 | 65-85 | Понад 85 |
| --- | ------ | ----------- | ----- | ----- | ----- | ----- | -------- |
| Чоловіки | 265    | 44          | 16    | 60    | 105   | 40    | 0        |
| Жінки | 273    | 52          | 20    | 68    | 81    | 44    | 8        |
| \| Статево-вікова піраміда \| Статево-вікова піраміда \| Статево-вікова піраміда \| \| ----------------------- \| ----------------------- \| ----------------------- \| \| Чоловіки \| Вік \| Жінки \| \| 0 \| 85 + \| 8 \| \| 12 \| 80-84 \| 12 \| \| 8 \| 75-79 \| 4 \| \| 0 \| 70-74 \| 16 \| \| 20 \| 65-69 \| 12 \| \| 24 \| 60-64 \| 16 \| \| 21 \| 55-59 \| 32 \| \| 20 \| 50-54 \| 9 \| \| 40 \| 45-49 \| 24 \| \| 24 \| 40-44 \| 20 \| \| 4 \| 35-39 \| 28 \| \| 16 \| 30-34 \| 12 \| \| 16 \| 25-29 \| 8 \| \| 8 \| 20-24 \| 8 \| \| 8 \| 15-20 \| 12 \| \| 24 \| 10-14 \| 24 \| \| 8 \| 5-9 \| 4 \| \| 12 \| 0-4 \| 24 \| |        |             |       |       |       |       |          |
| Статево-вікова піраміда |        |             |       |       |       |       |          |
| Чоловіки | Вік    | Жінки       |       |       |       |       |          |
| 0 | 85 +   | 8           |       |       |       |       |          |
| 12 | 80-84  | 12          |       |       |       |       |          |
| 8 | 75-79  | 4           |       |       |       |       |          |
| 0 | 70-74  | 16          |       |       |       |       |          |
| 20 | 65-69  | 12          |       |       |       |       |          |
| 24 | 60-64  | 16          |       |       |       |       |          |
| 21 | 55-59  | 32          |       |       |       |       |          |
| 20 | 50-54  | 9           |       |       |       |       |          |
| 40 | 45-49  | 24          |       |       |       |       |          |
| 24 | 40-44  | 20          |       |       |       |       |          |
| 4 | 35-39  | 28          |       |       |       |       |          |
| 16 | 30-34  | 12          |       |       |       |       |          |
| 16 | 25-29  | 8           |       |       |       |       |          |
| 8 | 20-24  | 8           |       |       |       |       |          |
| 8 | 15-20  | 12          |       |       |       |       |          |
| 24 | 10-14  | 24          |       |       |       |       |          |
| 8 | 5-9    | 4           |       |       |       |       |          |
| 12 | 0-4    | 24          |       |       |       |       |          |

## Економіка
2010 року серед 371 особи працездатного віку (15—64 років) 250 були активними, 121 — неактивною (показник активності 67,4%, у 1999 році було 70,1%). З 250 активних мешканців працювало 235 осіб (130 чоловіків та 105 жінок), безробітними було 15 (8 чоловіків та 7 жінок). Серед 121 неактивної 34 особи були учнями чи студентами, 54 — пенсіонерами, 33 були неактивними з інших причин.

У 2010 році в муніципалітеті числилось 236 оподаткованих домогосподарств, у яких проживали 600,0 особи, медіана доходів виносила 15 304 євро на одного особоспоживача